# Allan Chapman (Politiker)
Allan Chapman (* 1897; † 7. Januar 1966) war ein britischer konservativer Politiker (Unionist Party) und war von 1935 bis 1945 Abgeordneter im House of Commons (Member of Parliament).

## Leben
Allan Chapman war der Sohn von H. Williams Chapman, Esq. und Beatrice, Tochter von Edward Cox, Esq. Seine Ausbildung erhielt Chapman am Queens’ College der University of Cambridge und war danach beim Royal Flying Corps und der Royal Air Force tätig.
Bei den britischen Unterhauswahlen im Jahr 1935 trat er für die konservative Unionist Party im Wahlkreis Rutherglen an und gewann die Wahl knapp mit 20.712 Stimmen (50,71 %) gegen den Kandidaten der Labour Party David Hardie mit 20.131 Stimmen (49,29 %).
Ab 1938 war Allan als Parliamentary Private Secretary, ein Abgeordneter der für einen Minister in Kontakt mit anderen Abgeordneten steht, tätig. Zuerst war er Walter Elliot zugeordnet, von Februar bis Mai 1938 als Elliot Minister für Schottland (Secretary of State for Scotland) war und von Mai bis November 1938 als Elliot Gesundheitsminister (Secretary of State for Health) war. Danach war er John Anderson, 1. Viscount Waverley zugeordnet, von November 1938 bis September 1939 als Anderson Lordsiegelbewahrer (Lord Privy Seal) war, von September 1939 bis Oktober 1940 in dessen Funktion als Secretary of State Home Affairs and Minister for Home Security und von Oktober 1940 bis März 1941, als dieser Lord President of the Council war. Unter der Kriegsregierung Churchills war Chapman vom 1. März 1941 bis zum 4. März 1942 war Chapman stellvertretender Postminister (Assistant Postmaster-General) und anschließend bis zum Ende der Regierung am 23. Mai 1945 Unterstaatssekretär im Schottlandministerium (Under-Secretary of State for Scotland) zusammen mit Thomas Galbraith, 1. Baron Strathclyde.
Nach den ersten Unterhauswahlen 1945 nach Kriegsende unterlag Chapman im Wahlkreis Rutherglen mit 16.736 Stimmen (40,35 %) dem Kandidaten der Labour Party Gilbert McAllister mit 24.738 Stimmen (59,65 %).